# Wood Buffalo
Wood Buffalo is een specialized municipality in de Canadese provincie Alberta.
Wood Buffalo telde in 2006 bij de volkstelling 51.496 inwoners.